# Славейкова награда
Наградата от националния конкурс за лирично стихотворение на името на Петко и Пенчо Славейкови (или Националната „Славейкова награда“) е учредена през 2005 г. от община Трявна.

## Регламент
Наградата се присъжда за непубликувано лирично стихотворение на съвременен български автор.
От 2007 г. конкурсът за Славейковата награда е анонимен. Всеки автор има право да участва с по едно лирично стихотворение.
Наградата включва грамота, плакет на скулптора Людмил Бонев и парична сума (при първото издание – 2500 лева за първото място). Победителят се определя от петчленно жури.
Националната награда се връчва на специално тържество в град Трявна, което се провежда традиционно по време на Славейковите празници в началото на месец юни.

## Наградени автори и творби
| №  | Година                                                                    | Жури | Лауреати |
| -- | ------------------------------------------------------------------------- | --- | --- |
| 1  | 2005                                                                      | Жури с председател ректора на Софийския университет проф. Боян Биолчев и членове Димитър Томов, писател и директор на университетското издателство „Св. Климент Охридски“, поетесата Милена Лилова, Кольо Дабков от Община Трявна и тревненския писател Веселин Зидаров. | - Първа награда: Петър Чухов за стихотворението „Рапсодия в черно“ - Втора награда: Пламен Киров за стихотворението „Църквата на Беренде или потъване в стенописите“ - Трета награда: Йордан Ефтимов за стихотворението „Код: напукани устни“ - и Васил Сотиров за стихотворението „Диптих за селцето“                                                                                  |
| 2  | 2006                                                                      | Жури с председател поетесата Екатерина Йосифова и членове поетите Иван Цанев, Бойко Ламбовски, Петър Чухов (носител на Славейковата награда за 2005 г.) и тревненския писател Веселин Зидаров. | - Първа награда: Калина Ковачева за стихотворението „Но какво ли стана с онзи мой живот...“ - Втора награда: Пламен Дойнов за стихотворението „Европейско училище по изгнание“ - Трета награда: Несрин Исмаил за стихотворението „На приятеля, когото не съм имала никога“ - и Антон Баев за стихотворението „Събаряне на къща“                                                         |
| 3  | 2007                                                                      | Жури с председател поета Бойко Ламбовски и членове поетите Румен Леонидов, Йордан Ефтимов, Калина Ковачева (носител на Славейковата награда за поезия за 2006 г.) и Кольо Дабков – представител на Община Трявна. | - Първа награда: Сибила Алексова за стихотворението „Под Райската градина“ - Втора награда: Георги Борисов за стихотворението „Ах, утре“ - Трета награда: Кристин Димитрова за стихотворението „Планетата на пенсионерите“ - и Румен Шивачев за стихотворението „Модерни носталгии“ |
| 4  | 2008                                                                      | Жури с председател професора по история на българската литература в Софийския университет „Св. Климент Охридски“ Валери Стефанов и членове поетите Калин Донков, Палми Ранчев, Кристин Димитрова (носител на трета награда в конкурса за 2007 г.) и старши експерт „Култура, образование, спорт и здравеопазване“ в Община Трявна Кольо Дабков. | - Първа награда: Гриша Трифонов за стихотворението „Всяка самота ме стяга в раменете“ - Втора награда: Никола Петров за стихотворението „Децата пеят голи“ - Трета награда: Първолета Маджарска за стихотворението „Не можа да си поноси дълго“ - и Николай Заяков за стихотворението „Комо“                                                                                            |
| 5  | 2009                                                                      | Жури с председател поета и критик Йордан Ефтимов и членове поетите Владимир Левчев, Илко Димитров, Гриша Трифонов (носител на Славейковата награда за лирично стихотворение за 2008 г.) и старши експерт „Култура, образование, спорт и здравеопазване“ в Община Трявна Кольо Дабков. | - Първа награда: Яница Радева за стихотворението „Камък“ - Втора награда: Даниела Михалева за стихотворението „обичам да влизам в църквите...“ - Трета награда: Златозар Петров за стихотворението „Някога“ - и Нели Добринова за стихотворението „Не питай Google“ |
| 6  | 2010                                                                      | Жури с председател професора по история на българската литература в Югозападния университет в Благоевград Цветан Ракьовски и членове поетите Яница Радева (носител на Славейковата награда за лирично стихотворение за 2009 г.), Рада Панчовска, Валентин Дишев и Йордан Ефтимов. | - Първа награда: Калоян Игнатовски за стихотворението „Йога“ - Втора награда: Петя Хайнрих за стихотворението „Стихотворение, което твърди, че е написано единствено заради поезията, но пък и не отрича користните си цели“ - Трета награда: Евгения Панчева за стихотворението „Колко прегазени кучета...“ - и Любомир Терзиев за стихотворението „Finita la vita nuova“              |
| 7  | 2011 – за първи път конкурсът има мото: „Любовта – какво бих дал за нея“. | Жури с председател поета Михаил Белчев и членове Ивайло Вълчев – поет и сценарист от Шоуто на Слави, поета Бойко Ламбовски, литературната критичка Благовеста Касабова и Евгения Панчева – носител на трета награда от конкурса през 2010 г. (тъй като първенецът е бил в чужбина). | - Първа награда: Людмил Попов за стихотворението „Хамалин“ - Втора награда: Валери Станков за стихотворението „Аутопсия на зимните миражи“ - Трета награда: Стефан Иванов за стихотворението „Какво бих дал за нея“ - и Владо Любенов за стихотворението „Духовата музика“ |
| 8  | 2012 – мото на конкурса „Не пей ми се“                                    | Жури с председател поета Недялко Йорданов и членове поета Людмил Попов (носител на Славейковата награда за лирично стихотворение за 2011 г.), поета и директор на фестивала София: Поетики Ясен Атанасов, доц. Пламен Дойнов от Нов български университет и тревненската журналистка и писателка Вера Христова. | - Първа награда: Кръстьо Раленков за стихотворението „Денят на еднодневката“ - Втора награда: Гриша Трифонов за стихотворението „Какво си казваме на чаша вино с гробаря и общинския кучкар“ - Трета награда: Ненчо Славчев за стихотворението „Разговор с улулица“ - и Елица Горетова за стихотворението „Passe par terre“                                                             |
| 9  | 2013                                                                      | Жури с председател Радослав Радев – литературовед, професор по българска литература във ВТУ „Св. св. Кирил и Методий“, и членове поета Кръстьо Раленков (носител на Славейковата награда за лирично стихотворение за 2012 г.), Цветанка Еленкова – поет, преводач, издател, Джонатан Дън – поет, преводач, издател, и Снежанка Алексиева – поет, преподавател по български език и литература от Трявна.                                                                              | - Първа награда: Нели Добринова за стихотворението „Olive's“ - Втора награда: Наталия Цветанова за стихотворението „Козунаци“ - Трета награда: Василка Вълева за стихотворението „Щастлив“ - и Петър Чухов за стихотворението „За пореден път“ |
| 10 | 2014                                                                      | Жури с председател Марин Бодаков – поет и журналист от в. „Култура“, и членове поетесата Нели Добринова (носител на Славейковата награда за лирично стихотворение за 2013 г.), Георги Ангелов – преводач и журналист в БНТ, Иван Сухиванов – поет и редактор на списание „Море“, и Веселин Зидаров – карикатурист и сатирик от Трявна. | - Първа награда: Силвия Чолева за стихотворението „Разпети петък“ - Втора награда: Екатерина Григорова за стихотворението „Три писма“ - Трета награда: Даниела Михалева за стихотворението „Невръстни наблюдения“ - и Надежда Тричкова за стихотворението „nefelibata“ |
| 11 | 2015                                                                      | Жури с председател Марин Георгиев – поет и издател на в. Литературен форум, и членове поетесата Силвия Чолева (носител на Славейковата награда за лирично стихотворение за 2014 г.), Стефан Вълдобрев – автор и изпълнител на песни, Таньо Клисуров – поет, и Снежана Алексиева – учител по български език и литература от Трявна. | - Първа награда: Магдалена Андреева за стихотворението „Въведение в стоицизма“ - Втора награда: Владислав Христов за стихотворението „Следващият кон“ - Трета награда: Илиян Любомиров за стихотворението „Кулата с часовника“ - и Андрей Андреев за стихотворението „Залез“ |
| 12 | 2016                                                                      | Жури с председател Яни Милчаков – литературен теоретик и критик, и членове поетесата Мирела Иванова, Ангел Игов – литературен критик и преводач на поезия, Магдалена Андреева – поетеса (носител на Славейковата награда за лирично стихотворение за 2015 г.), и Пенка Пейкова – дългогодишен уредник на Славейковата къща в Трявна. | - Първа награда: Петър Чухов за стихотворението „Свобода или смърт“ - Втора награда: Антоанета Богоева за стихотворението „Пеперуда“ - Трета награда: Георги Драмбозов за стихотворението „Синът на поета“ - и Димитър Гачев за стихотворението „След третата сигнална система“ |
| 13 | 2017                                                                      | Жури с председател акад. Иван Радев – литературен историк, и членове тревненската журналистка и поетеса Вера Христова, тревненския сатирик и карикатурист Веселин Зидаров, тревненската учителка Снежана Алексиева и Йордан Ефтимов – поет и литературен критик. | - Първа награда: не се присъжда - Втора награда: - Йордан Пеев за стихотворението „Отговор на писмото на Левски до мен в нощта на 18 срещу 19 февруари“ - Иван Тенев и Александър Петров за стихотворението „Ела“ - Трета награда: - Иван Вълев за стихотворението „Чистилище“ - Георги Николов за стихотворението „Метафора, голяма колкото рибата от „Старецът и морето“              |
| 14 | 2018                                                                      | Жури с председател доц. Йордан Ефтимов – преподавател по теория на литературата в Нов български университет, поет и литературен критик, и членове д-р Ангел Игов – преподавател по английска литературата в Софийския университет, белетрист, преводач и литературен критик, Светла Чалъкова, Стефка Иванова и Венета Ангелова – преподаватели по български език и литература в Трявна.                                                                                              | - Първа награда: не се присъжда - Втора награда: не се присъжда - Трета награда: - Теменуга Маринова за стихотворението „Сърна“ - Наталия Делева за стихотворението „Детството ми...“ - Нели Станева за стихотворението „Цветя растат на сън“ - Светла Николова за стихотворението „Сънища“ - Награда на публиката: Христо Скорчев от Трявна за стихотворението „Един приятел“          |
| 15 | 2019                                                                      | Жури с председател доц. Йордан Ефтимов – преподавател по теория на литературата в Нов български университет, поет и литературен критик, и членове Румен Баросов – поет, преводач, издател на списание „Ах, Мария“, и трима преподаватели по български език и литература в Трявна. | - Първа награда: Иван Овчаров за стихотворението „Вариации по... стихове на Петко и Пенчо Славейкови“ - Втора награда: Иван Ланджев за стихотворението „Сonsolatio“ - Трета награда: Таня Николова за стихотворението „Ботев“ - Награда на публиката: Вероника Георгиева за стихотворението „Войнишка носталгия“                                                                        |
| 16 | 2020                                                                      | Жури с председател доц. Йордан Ефтимов – преподавател по теория на литературата в Нов български университет, поет и литературен критик, и членове доц. Гергина Кръстева – преподавател по теория на литературата в Пловдивския университет, поетеса и литературен критик, Светла Чалъкова, Диан Пенчев и Виолета Зидарова – преподаватели по български език и литература в Трявна.                                                                                                   | - Първа награда: не се присъжда - Втора награда: - Николай Драгиев за стихотворението „Домът на блудника“ - Надежда Тричкова за стихотворението „Чуждоезично кино“ - Трета награда: - Оля Стоянова-Джакова за стихотворението „Португалски за начинаещи“ - Петя Цонева за стихотворението „Белият гълъб“ - Награда на публиката: Александрина Тевекелева за стихотворението „Разделени“ |
| 17 | 2021                                                                      | Жури с председател проф. дн Николай Димитров – ръководител на катедра „Българска литература“ на ВТУ „Св. св. Кирил и Методий“, и членове проф. д-р Страшимир Цанов – Шуменски университет „Епископ Константин Преславски“, д-р Венелин Бараков – преподавател, Марина Гашпарова – управител на в. „Тревненска седмица“, и Веселин Зидаров – писател. | - Първа награда: Петя Цонева за стихотворението „Тишина“ - Втора награда: Асан Хаджипехливанов за стихотворението „Мама копае залеза“ - Трета награда: - Нели Добринова за стихотворението „писарят на душата“ - Ана Цанкова за стихотворението „Разрязвам денонощието...“ - Награда на публиката: Николинка Чобанова за стихотворението „Думите“                                       |
| 18 | 2022                                                                      | Председател на журито е доц. д-р Владимир Донев – ръководител на катедра „Методика на езиковото и литературното обучение и литературознание“ на ВТУ „Св. св. Кирил и Методий“, а членове са проф. д-р Антония Велкова-Гайдаржиева – преподавател в катедра „Българска литература“ – ВТУ „Св. св. Кирил и Методий“, Марина Гашпарова – управител на в. „Тревненска седмица“, Светла Чалъкова и Деница Николова – преподаватели по български език и литература.                        | - Първа награда: не се присъжда - Втора награда: Светла Караянева за стихотворението „Пешеходци“ - Трета награда: - Марияна Костова за стихотворението „Опашката на лястовицата“ - Златко Димитров за стихотворението „Пеперудата“ - Награда на публиката: Хари Спасов за стихотворението „Реката на моето детство“                                                                     |
| 19 | 2023                                                                      | Председател на журито е проф. д-р Антония Велкова-Гайдаржиева – преподавател в катедра „Българска литература“ на ВТУ „Св. св. Кирил и Методий“, а членове са проф. д-р Димитър Иванов – преподавател в катедра „Българска литература“ на ВТУ „Св. св. Кирил и Методий“, Марина Гашпарова – управител на в. „Тревненска седмица“, д-р Венелин Бараков и Диан Пенчев – преподавател по български език и литература в СУ „Петко Р. Славейков“ в Трявна.                                 | - Първа награда: не се присъжда - Втора награда: Елеонора Велева за стихотворението „Духът на поетите“ - Трета награда: - Велина Борисова за стихотворението „Сърцето на дървото“ - Виолета Кунева за стихотворението „Ръкописите не горят“ - Награда на публиката: Ралица Генчева за стихотворението „Севернобалтийско море“                                                           |
| 20 | 2024                                                                      | Председател на журито е доц. д-р Петя Цонева – преподавател в Катедра „Англицистика и американистика“ на ВТУ „Св. Св. Кирил и Методий“, а членове са проф. дн Николай Димитров – преподавател в катедра „Българска литература“ на ВТУ „Св. св. Кирил и Методий“, Светла Чалъкова – учител по БЕЛ, Веселин Зидаров – карикатурист-хуморист, и Диан Пенчев – преподавател по български език и литература в СУ „Петко Р. Славейков“ в Трявна.                                           | - Първа награда: Ники Комедвенска за стихотворението „Възкресение“ - Втора награда: Миглена Дикова-Миланова за стихотворението „(Не)сбъднати сезони“ - Трета награда: - Димитър Никифоров за стихотворението „Мога и без Тайната вечеря“ - Бончо Къров за стихотворението „В кокошето яйце“ - Награда на публиката: Любомира Петева за стихотворението „Трявна“                         |
| 21 | 2025                                                                      | Председател на журито е доц. д-р Йордан Ефтимов – преподавател по теория на литературата в Нов български университет, поет и литературен критик, а членове са проф. дн Николай Димитров – преподавател в Катедра „Българска литература“ към ВТУ „Св. Св. Кирил и Методий“, д-р Венелин Бараков – поет, Деница Николова – преподавател по български език и литература в СУ „Петко Р. Славейков“ в Трявна, и Елена Маринова – преподавател по български език и литература в Плачковци. | - Първа награда: Савина Топурска за стихотворението „За градината на дядо“ - Втора награда: Ангел Иванов за стихотворението „Крадецът“ - Трета награда: - Йордан Пеев за стихотворението „Лазар“ - Оля Стоянова-Джакова за стихотворението „Наблюдение на терен“ - Награда на публиката: Петър Петров за стихотворението „Обич в безкрая“                                               |

## Обществени реакции
С голямата си финансова подплънка и престиж на патроните Петко и Пенчо Славейкови Славейковата награда представлява естествен фокус на интереса на пишещите поезия. И на техните очаквания. Разнообразните журита предизвикват и различни реакции на съгласие и несъгласие.
При второто издание на конкурса през 2006 г. възниква спорът дали награденото стихотворение на Калина Ковачева е ново (както го изисква регламентът), тъй като е публикувано в друг свой вариант десет години преди това.
Друг повод за недоволство е награждаването на стихотворения в свободен и/или бял стих или пък с асоциативна образност. През 2010 г. дискусията е фокусирана върху тези теми. Председателят на журито проф. Цветан Ракьовски произнася слово с мотивите на журито. Несъгласието на тревненски културни дейци остава:
| „ | Не съм съгласна, че модерна поезия (в най–широкия и най-добрия смисъл на думата) не може да се пише и в презрения, остарял „класически стих“. | “ |

През 2014 г. награденото стихотворение на Силвия Чолева е определено от критиката като „опростителско“ и „несвързано“ подражание на „Второто пришествие“ на Уилям Бътлър Йейтс.
През 2016 г. представители на тревненската общественост създават петиция, в която призовават новия носител на наградата да върне отличието, тъй като стихотворението му е „изключително далеч като звучене от поезията на Петко и Пенчо Славейкови“ и „по никакъв начин не кореспондира с творчеството на двамата класици“. Присъждането на отличието на поета е определено като „срам“, „черно петно“ и „подигравка“, а творбата му – като прилична повече на виц, отколкото на стихотворение. В общинския вестник излиза и статия от местната журналистка и поетеса Вера Христова, която припомня на възмутените, че е нужно да познават и устава на наградата, и творчеството на патроните:
| „ | И оспорващите наградата наистина са аргументирали неодобрението си, като са посочили това, което според тях липсва на награденото стихотворение: „Далеч е от поезията на Петко и Пенчо Славейкови. Не кореспондира с творчеството на двамата класици“. Но никъде в статута на Славейковата награда няма такова изискване – да бъде на нивото на поезията на двамата класици и да кореспондира (като тематика и стилистика?!) с творчеството им. Да не говорим за това, че двамата поети – баща и син, имат много различни поетични светове и просто олицетворяват две епохи в българската литература. | “ |

През 2017 г. един от членовете на журито публикува открито писмо, в което изразява своето несъгласие с начина на журиране и избора на вече публикувана творба за носител на наградата.

## Предистория
Славейкова награда в Трявна е присъждана още от края на 60-те години на ХХ век, но тогава „за цялостен личен (или колективен) принос на български и чужди граждани в областта на българската литературна история, литературна критика и периодика, етнология и краезнание“ и във връзка с творчеството на баща и син Славейкови.
Носителите са:
- 1968 г. – заслужилата артистка Виолета Николова
- 1969 г. – заслужилият деец на културата Цаньо Антонов
- 1970 г. – Техникумът по дървообработване и вътрешна архитектура – Трявна
- 1971 г. – Образцовото народно читалище „Пенчо Славейков“ – гр. Трявна
- 1972 г. – Музеят „Петко и Пенчо Славейкови“ – гр. София
- 1973 г. – артистът Никола Шиваров
- 1974 г. – народният художник Иван Христов
- 1977 г. – литературната историчка Стоянка Михайлова – директор на музея „Петко и Пенчо Славейкови“ – гр. София
- 1979 г. – ст.н.с. Димитър Друмев
- 1980 г. – изкуствоведите проф. Асен Василиев и проф. д-р Атанас Божков
- 1981 г. – литературната историчка ст.н.с. Соня Баева
- 1983 г. – историкът акад. Димитър Косев
- 1985 г. – художникът Златко Чалъков
- 1987 г. – поетът и редактор на съчиненията на Пенчо Славейков Ангел Тодоров
- 1989 г. – краеведът Кънчо Пенчев
- 1995 г. – литературният историк проф. д-р Иван Радев
- 1996 г. – литературната историчка проф. Хилде Фай
- 1997 г. – литературният историк проф. д-р Тончо Жечев
- 1999 г. – краеведката Иванка Бонева
- 2001 г. – литературният историк проф. д-р Стоян Каролев
- 2003 г. – Специализираният музей за резбарско и зографско изкуство – гр. Трявна